# Лаура Бассі
Лаура Марія Катеріна Бассі (італ. Laura Maria Caterina Bassi Veratti, 31 жовтня 1711, Болонья — 20 лютого 1778, Болонья) — перша в історії Європи італійська професорка фізики Болонського університету, працювала в галузі філософії, анатомії.. Авторка значних наукових праць з механіки та гідродинаміки.

## Життєпис

### Дитинство
Дочка заможного адвоката з Болоньї, вона отримала ґрунтовну освіту в сімейному будинку, де збиралася інтелектуальна еліта міста. Здібності дівчини (дуже рано вона навчилася розмовляти латинською та французькою мовами) привернули увагу лікаря Гаетано Такконі. Він таємно, бо таку освіту здобували зазвичай лише чоловіки, викладав їй приватно математику, фізику і медицину впродовж семи років. Коли Такконі побачив, що дівчина досягла достатнього рівня знань, він почав запрошувати науковців до свого дому, щоб переконати їх під час філософських дебатів, що ця талановита дівчина має здібності до науки .

### Перша жінка-викладачка університету
Завдяки своїм зусиллям та наполегливості у навчанні, молода 21-річна жінка здобула таку популярність, що 20 березня 1732 року була обрана професором (лектором) анатомії Болонського університету, а через два роки їй було доручено кафедру філософії. Щоб продовжити свою академічну кар'єру, Лаура була заохочена кардиналом Ламбертіні (пізніше Папою Бенедиктом XIV) — за його клопотанням, учена подала заявку на звання доктора наук. 17 квітня 1732 року її кандидатура на кандидатську дисертацію отримала схвалення після двох з половиною годин дискусії про 49 дисертацій з фізики, логіки та метафізики . Звання доктора наук вона отримала 12 травня цього ж року після захисту дисертації й офіційно отримала звання професора фізики.

### Перешкоди в науковій кар'єрі
Після початкового тріумфу (навіть пам'ятної медалі з її зображенням) виявилося, що більшість професорів не мають наміру допускати жінку до читання лекцій. Вона рідко мала можливість читати лекції в університеті, хоча й була докторкою наук; лекції для студентів (в основному, що стосувалися законів Ньютона) вона зазвичай організовувала у своїй домашній лабораторії.
У 1738 році Лаура вийшла заміж за молодого лікаря Джузеппе Вераті , народила восьмеро дітей (син Паоло (1753—1831) став професором фізики). Материнство не завадило їй опублікувати 28 наукових праць. Вона була знаною у певних колах завдяки своїм науковим здобуткам; одним з її «прихильників» був математик Жером Джозеф де Лаланд.
Пізніше Папа вирішив створити групу елітних науковців, так званих «бендиктинців», яка складалась з 25 чоловіків, Лаура наполегливо намагалася потрапити до неї, однак через неоднозначну реакцію інших членів групи її не прийняли. Проте, Папа таки дозводив їй приєднатися до «бендиктинців», що дозволило їй стати єдиною жінкою в групі елітних науковців, однак без права на голосування, яке мали всі чоловіки.
У 1776 році, у віці 65 років, професорка очолила кафедру експериментальної фізики в Інституті наук в Болоньї, а її чоловік отримав посаду асистента. Померла науковиця через два роки.